# Philipp Romann
Philipp Romann (* 17. September 1974 in Olten) ist ein Schweizer Schauspieler und Theaterregisseur.

## Leben
In Thun und Bern aufgewachsen absolvierte er eine Ausbildung zum kaufmännischen Angestellten und zum Krankenpfleger. Später arbeitete er mehrere Jahre unter anderem in der Psychiatrie und begann ein Schauspielstudium an der Hochschule der Künste Bern, das er 2004 abschloss. Parallel zu seinem Schauspielstudium trat er mit Gastrollen an verschiedenen Schweizer Theatern auf. Von 2004 bis 2009 spielte er am Theater Lübeck. 
Von November 2009 bis zum September 2010 spielte er die Rolle des Antagonisten Philip Sachs in der Fernsehserie Eine wie keine. Vom 7. Mai bis zum 28. September 2012 verkörperte Philipp Romann in der ZDF-Telenovela Wege zum Glück – Spuren im Sand Dr. Markus Overbeck, eine der vier Hauptfiguren. 
Philipp Romann führte auch in diversen Theaterproduktionen Regie und leitete Workshops und Jugendprojekte.

## Filmografie
- 2009–2010: Eine wie keine (Rolle: Philip Sachs)
- 2012: Wege zum Glück – Spuren im Sand (Rolle: Dr. Markus Overbeck)